# Zwischenmenschliche Kommunikation
Der Ausdruck Zwischenmenschliche Kommunikation, auch Interpersonelle Kommunikation, umfasst Kommunikation oder Kommunikationsprozesse unter der Perspektive, dass speziell Personen die Kommunizierenden sind. Diese Perspektive ist spezieller als die allgemeinere Sicht auf Kommunikation, in die sämtliche Lebewesen miteinbezogen werden.
Zwischenmenschliche Kommunikation kann als Teil der sozialen Interaktion angesehen werden; was im Einzelnen als solche beschrieben wird, hängt davon ab, unter welchen Voraussetzungen der Mensch gesehen und mit welchen Begriffen und/oder Attributen er beschrieben wird. In der Wissenschaft wird hier von „Modellieren“ gesprochen.
Zwischenmenschliche Kommunikation wird häufig in Bezug auf ihre Funktion in zwischenmenschlichen Beziehungen thematisiert. Dabei stehen nicht nur der Kommunikationsprozess und dessen Bedingungen im Zentrum der Aufmerksamkeit, sondern auch deren Resultate: Es wird thematisiert, wie Menschen sich durch ihre Kommunikation zueinander in Beziehung setzen.
Zwischenmenschliche Beziehungen werden anhand der Beobachtung von Kommunikation analysiert und bewertet.
Aus sprachlicher Sicht ist es die Pragmatik, die sich, innerhalb der Linguistik, mit der Beschreibung von kontextabhängigen und nichtwörtlichen Bedeutungen bei der Verwendung von sprachlichen Ausdrücken in konkreten Situationen und mit den Bedingungen ihres Entstehens beschäftigt.

## Beschreibung und Modellierung des „kommunizierenden Menschen“
Der Mensch wird in Bezug auf Kommunikation unter den folgenden Perspektiven beschrieben und mit verschiedenen Begriffen modelliert:

### Beschreibung von Menschen als soziale und sich gemeinsam entwickelnde Wesen
Eine wesentliche Voraussetzung bei der Beschreibung von Menschen als Kommunizierende besteht darin, Menschen als soziale Wesen anzusehen. Eng damit verbunden ist der Aspekt der Entwicklung zu beschreiben (dies wird als „evolutionärer Ansatz“ bezeichnet). Beginnend mit den leiblichen Eltern sind immer schon andere Menschen da, die an der Entwicklung eines Menschen und seiner persönlichen Identität teilnehmen. Auch im Erwachsenenalter ist Teilhabe an einer Gemeinschaft im allgemeinen Sinne unabdingbar. Dies gilt auch dann, wenn jemand für einen gewissen Zeitraum auf sich gestellt ist. Die Modellierung des Menschen als soziales, sich entwickelndes Wesen bedeutet zugleich, Menschen nicht mehr isoliert und als fertige Einzelwesen zu betrachten und zu beschreiben. Bei der Beobachtung und Beschreibung von Kommunikation gilt dies in besonderem Maße: Kommunikation ist ein Prozess, in dem sich etwas verändert und entwickelt; und Kommunikation geschieht mit anderen Menschen (Selbstgespräche werden in diesem Zusammenhang nicht als zwischenmenschliche Kommunikation angesehen).
Unter dieser Voraussetzung kann Kommunikation als ein wesentlicher Faktor in der Entwicklung angesehen werden. Menschen können sich nur in Bezug auf Andere entwickeln, indem sie sich ihnen annähern und sich von ihnen abgrenzen; dies geschieht unter anderem in Kommunikation. Zur Entwicklung durch Kommunikation gehört des Weiteren die Teilhabe: Menschen sind auf die Erfahrungen und Fähigkeiten anderer Menschen angewiesen. Zwischenmenschliche Kommunikation wird heute in der Regel nicht mehr beschrieben, ohne die Aspekte der Entwicklung und einer bereits bestehenden Gemeinschaft einzubeziehen. Auch in der Hirnforschung wird auf die Anteile der Gemeinschaft verwiesen: Abgesehen von wenigen angeborenen Lautäußerungen, Mimik- und Gestiksignalen gibt es beim Menschen keine genetisch garantierten Bedeutungen von Zeichen, Wörtern und Sätzen.
Die Unterscheidung zwischen individuellen und sozialen Anteilen ließe sich folgendermaßen anwenden: Die Sprache als Zeichensystem und als Handlungsform ist im Wesentlichen sozial anzusehen; niemand hat sich seine Sprache und sein Sprechen allein beigebracht. Zugleich bestehen individuelle Anteile in der Verwendung von sprachlichen Zeichen und im Sprechen. Diese Unterscheidung ist immer analytisch, das heißt, dass zu den Zwecken der Beschreibung etwas in Teile aufgelöst wird, das in der Beobachtung (als Phänomen) nicht erscheint. Es wird sprachliche Kommunikation als ein Prozess zwischen Mehreren beobachtet – die Unterscheidung wird danach auf diese Beobachtung angewendet.

### Beschreibung des Menschen als Handelnden und Erfahrenden
Dem sichtbaren Verhalten eines Menschen – das heißt seinen Reaktionen, Körperbewegungen, Körperhaltung und seinem Ausdruck in der Umwelt – kann Planung und Zielsetzung unterstellt werden. In diesem Fall wird davon ausgegangen, dass der Mensch handelt, in dem er Situationen bewertet, Ziele bildet und verfolgt, Handlungspläne entwirft und zu verwirklichen versucht. Der Kommunikationszweck besteht in dieser Modellierung in der allgemeinsten Form darin, durch Kommunikation Probleme zu lösen.
Weiter gehend kann unter dem Aspekt der Erfahrung modelliert werden, dass Menschen neue Situationen mit Hilfe von Erfahrungsstrukturen einfacher bewältigen, die sie in vorangegangenen Situationen gebildet haben. Die Gesamtheit von Erfahrungen lässt sich auch als Erfahrungshorizont oder individuelle Welttheorie bezeichnen.
Zur Beschreibung des Menschen als Handelnden gehört ebenfalls auch die Fähigkeit zum Denken (allgemein: zur Reflexion). Denken und Vorstellen verhilft dazu, Wirkliches und Mögliches zu unterscheiden und damit über konkret erlebte Situationen hinauszugehen. Dies umfasst auch den Bereich der Fiktion, der Erzählungen und der Märchen.

### Abgrenzung des Menschen zu Tieren
In manchen Diskussionen wird der Mensch als ein besonderes Lebewesen („Sonderstellung des Menschen“) angesehen. Der Mensch wird – als Lebewesen im Vergleich zu anderen Lebewesen (Tieren) – als offener für Veränderungen und Entwicklung angesehen. Er kann einerseits flexibler auf die wechselnden Bedingungen seiner Umgebung reagieren, andererseits kann er seine Umgebung stärker beeinflussen als Tiere. Dies wird relevant, wenn als spezifisch menschlich angesehene Eigenschaften zu den Voraussetzungen für zwischenmenschliche Kommunikation gezählt werden. Andererseits können spezifisch menschliche Eigenschaften als Folge zwischenmenschlicher Kommunikation angesehen werden.

### Sprache als Kommunikationsmedium
Sprache wird als ein Medium angesehen, in dem Kommunikation abläuft. Sprache wird dabei als Zeichensystem und als spezielle Art des Handelns angesehen. Das Entstehen sprachlicher Zeichen und sprachlichen Handelns wird zum Teil als entscheidender Schritt in der Evolution angesehen. Mit Hilfe sprachlicher Zeichen und Handlungen können Erfahrungen benannt und abgegrenzt (kategorisiert) werden. Im gemeinschaftlichen Handeln können Andere auf solche Erfahrungen verwiesen werden. Auf diese Weise trägt sprachliche Kommunikation zum Entstehen von Gemeinschaft bei. Der Mensch braucht beispielsweise nicht mehr alle notwendigen Erfahrungen selber machen, sondern er kann an den Erfahrungen anderer teilhaben.
Sprache als Kommunikationsmedium kann in gesprochene Sprache und Schrift unterteilt werden. Durch die Schrift wird Kommunikation weniger von räumlichen und zeitlichen Beschränkungen abhängig. Geschriebenes kann an verschiedenen Orten und über lange Zeiträume hinweg immer wieder gelesen und verstanden werden. Dies trägt zum Aufbau und zur Verbreitung von Wissen bei. Die Entwicklung der Schrift und die Verbesserung des Buchdrucks durch Gutenberg werden diesbezüglich als herausragende historische Ereignisse angesehen.

### Kommunikationsformen
Zwischenmenschliche Kommunikation geschieht nicht nur in gesprochener oder geschriebener Sprache, sondern auch nonverbal, durch Mimik und Gestik (Gebärden-unterstützte Kommunikation), durch Tonfall und Rhythmus (Vokale Kommunikation), durch Nähe und Berührung oder Distanz (Proxemik) und mit dem Einsatz von Hilfsmitteln.
Der Auffassung des Pantomimen und Hochschullehrers Samy Molcho zufolge bewirkt der nonverbale Anteil der Kommunikation mehr als 80 Prozent der Reaktionen. Neben der Mimik und Gestik ist auch die Körperhaltung stark wirksam (auf den Anderen und auf sich selbst). Dieses Thema ist relevant für Gebärdensprache, unterstützte Kommunikation und Verkaufspsychologie. Bei Erklärungen dieser Art wird das Eisbergmodell verwendet.

## Zwischenmenschliche Kommunikation als Prozess mit allgemeinen und speziellen Bedingungen
Allgemeine Bedingungen bestimmen den Kommunikationsprozess in allen Situationen; mit ihrer Hilfe lassen sich Kommunikationsprozesse generell erklären. Spezielle Bedingungen sind situationsabhängig; mit ihnen lässt sich der Verlauf konkreter Kommunikationsprozesse erklären. Allgemeine und spezielle Bedingungen lassen sich mit Hilfe verschiedener Unterscheidungen beschreiben.
Individuelle oder soziale Bedingungen: Zu den individuellen Faktoren gehören die individuellen Erfahrungen, die einen persönlichen Hintergrund bilden. Verschiedene Menschen erleben Situationen vor ihrem persönlichen Hintergrund anders; auch derselbe Mensch kann ähnliche Situationen in verschiedenen Zeitpunkten anders bewerten und entsprechend kommunizieren.
Bewusste und unbewusste Bedingungen: Wenn Menschen miteinander kommunizieren, steht in ihrer Wahrnehmung die bewusste Produktion und Rezeption im Vordergrund. Die Kommunikation wird jedoch von unbewussten Prozessen beeinflusst. Hierzu gehören unbewusste Anteile von Gefühlen, beispielsweise unterschwellige Zuneigung oder Abneigung, die die Wahrnehmung des Anderen unkontrollierbar beeinflussen. Unbewusste emotionale Anteile haben wesentlichen Einfluss darauf, wie an Gesagtes angeknüpft wird, und damit auf die Aufrechterhaltung der Kommunikation. Andererseits können sie zur Ursache von Verständigungsproblemen werden.

## Zwischenmenschliche Kommunikation in zwischenmenschlichen Beziehungen
Zwischenmenschliche Kommunikation wird von Therapeuten und Psychologen thematisiert. Die Therapeuten beobachteten zwischenmenschliche Beziehungen anhand der Art und Weise, wie beide Menschen miteinander kommunizieren. Im deutschsprachigen Raum werden Paul Watzlawick und Friedemann Schulz von Thun genannt. Paul Watzlawick beschrieb Mitteilungen nicht mehr nur unter dem Aspekt des Gesagten oder Behaupteten – des „Inhalts“ –, sondern auch unter dem Aspekt, wie ein Sprecher sich mit Hilfe des Gesagten zum Hörer in Beziehung setzt – der „Beziehungsaspekt“. Watzlawick versteht jede Mitteilung insofern auch als persönliche Stellungnahme zum Anderen. Schulz von Thun erweiterte die Unterscheidung von Inhalts- und Beziehungsaspekt um die Funktionen „Selbstoffenbarung“ und „Appell“.
Das besondere Augenmerk liegt hierbei auf pathologischen Beziehungen, die sich anhand gestörter Kommunikation beobachten lassen, und die durch den Therapeuten behandelt werden sollen. Störungen und Missverständigungen entstehen dadurch, dass Produzent und Rezipient (Sprecher und Hörer, weniger präzise als „Sender“ und „Empfänger“ bezeichnet) das Gesagte unterschiedlich bewerten.
Sobald Menschen sich gegenseitig wahrnehmen, kann an ihnen ein aufeinander bezogenes Verhalten beobachtet werden. Paul Watzlawick sieht das gesamte aufeinander bezogene Verhalten als Kommunikation an und fasste dies in einem „metakommunikativen“ Axiom zusammen: „Man kann nicht nicht kommunizieren“. Unter diesem Axiom entsteht ein sehr umfassender Kommunikationsbegriff. Zum Beispiel kann Schweigen und Wegsehen als die Mitteilung „Ich möchte jetzt nicht sprechen“ interpretiert werden. Eine Verneinung von Kommunikation wäre demnach bereits Kommunikation. Dies steht vor dem Hintergrund der therapeutischen Zielsetzung, in der für den Therapeuten die (pathologische) zwischenmenschliche Beziehung im Vordergrund steht.
Arten und Weisen zwischenmenschlicher Beziehungen, die die zwischenmenschliche Kommunikation beeinflussen, sind die Einstellung zum Kommunikationspartner (siehe dazu Empathie). Sie setzt unter anderem einen guten Umgang mit den eigenen Emotionen voraus (siehe Emotionale Intelligenz, Daniel Goleman). Auch der soziale Status und die ausgeübte gesellschaftliche Funktion beeinflussen die Kommunikation. Gleiche Mitteilungen können unterschiedlich verstanden werden, wenn der Sprecher in unterschiedlichen Rollen gesehen wird – zum Beispiel in der Rolle des Kollegen oder des Vorgesetzten. Die Analyse und Beschreibung dieser Arten und Weisen, sich aufeinander zu beziehen, gehen oft über Kommunikationsprozesse hinaus.
Verschiedene Unklarheiten können zwischenmenschliche Kommunikation behindern. Dazu gehört Unklarheit über den Kommunikationszweck: manchmal ist unklar, was der Sprecher erreichen will. Dies kann auch den Sprecher selbst betreffen. Unklarheiten über die in der Kommunikation momentan ausgeübte gesellschaftliche Funktion können die Kommunikation ebenfalls behindern. Es kann zum Beispiel erforderlich sein, zu klären, ob etwas in der Rolle als Kollege oder als Chef, als Politiker oder als Privatmann gemeint ist.

## Verständigung und Missverständigung (als Prozess und Resultat)
Verständigung verläuft vor einem gemeinsamen kulturellen Hintergrund und ist auf Kompatibilität (Verträglichkeit) von Erfahrungen gerichtet. Dabei kann es geschehen, dass von der wahrgenommenen Gleichförmigkeit der Zeichenkörper – zum Beispiel die gleiche Aussprache oder Schreibweise von Wörtern – auf die gleiche Bedeutung geschlossen wird. Dies ist jedoch nicht immer der Fall, weil die Bedeutungen immer vor dem persönlichen Erfahrungshintergrund entstehen. Je unterschiedlicher die Erfahrungshintergründe und die mit den Zeichen verbundenen Bedeutungen sind, desto höher wird die Wahrscheinlichkeit von Missverständnissen. Dies gilt auch für Gleichsprachige.
Auf der Ebene zwischenmenschlicher Beziehungen können Missverständnisse durch die Art der Selbstdarstellung gefördert werden: Menschen versuchen zu beeinflussen, wie sie von Fall zu Fall wahrgenommen werden. Dies geschieht zum Beispiel durch Imponiergehabe, durch Tarnung oder durch demonstrative Selbstverkleinerung. Dies erschwert den Kommunikationspartnern die Einschätzung des Anderen. Missverständigung kann ebenfalls entstehen, wenn das in der Mitteilung Gemeinte zu implizit, zu indirekt oder zu diffus ist oder wenn der Empfänger der Botschaft die Mehrdeutigkeit oder Ironie des Gesagten nicht erkennt. Dies kann verschiedene Gründe haben, beispielsweise die Vermeidung von Festlegungen, die Furcht vor Ablehnung, der Wunsch, das Gesicht zu wahren (siehe Blamage, Demütigung).
Missverständigung geschieht häufig. Das Bewusstsein darüber ist eine Voraussetzung dafür, Missverständigung zu vermeiden. Die Wahrscheinlichkeit von Missverständigung im Kommunikationsprozess kann durch verschiedene Maßnahmen verringert werden. Dazu gehören zum Beispiel,
- sich auf die Situation und den Anderen vorzubereiten (sofern dies möglich ist),
- Begriffe genau zu definieren (Mehrdeutigkeit vermeiden) sowie
- Feedback zu geben,
- dem Kommunikationspartner mitteilen, was man verstanden hat
- den Sprecher über einzelne Aspekte, die unklar oder unverständlich geblieben sind, befragen.
- den Kommunikationspartner bitten, das Gemeinte noch einmal mit anderen Worten zu beschreiben (zu paraphrasieren).

## Grenzen der Zuverlässigkeit von Kommunikation
Die Komplexität und die allgemeinen Bedingungen zwischenmenschlicher Kommunikation haben zur Folge, dass die Verständigung nicht immer erreicht wird. Kommunikation wird dadurch unzuverlässig, dass die Wahrnehmung selektiv ist und die Konzentration auf den Anderen nicht immer hundertprozentig möglich ist. Dieses Problem zeigt sich auf allen Ebenen menschlicher Kommunikation. Kommunikation kann daher als generell unzuverlässig bezeichnet werden.

## Zwischenmenschliche Kommunikation als Forschungsbereich
Verschiedene Disziplinen befassen sich ebenfalls mit zwischenmenschlicher Kommunikation.
- Rhetorik
- Medienwissenschaft
- Sprechakttheorie
- Sozialpsychologie
- Sprachwissenschaft
- Semiotik

- Grundlagenforschung: face to face-Kommunikation; interpersonal communication (engl. für „zwischenmenschliche Kommunikation“) als Kern der Sozialität; Forschung zu Sozialkompetenz und Selbstwahrnehmung;
- Entwicklung des Sprechvermögens im Verlauf der Menschwerdung; Kommunikation als Grundbedürfnis des Menschen
- Zwischenmenschliche Kommunikation und technische Kommunikation
- Körpersprache
- Kommunikation in der Wirtschaft (als Wettbewerbsfaktor)
- Kommunikation im Gesundheitswesen (Beteiligung von Patienten an Entscheidungen)
- Kommunikation in der Organisationsentwicklung und Personalentwicklung: Führungsstile
- menschengerechte computerintegrierte Redaktion
- Soziale Gruppen im Beruf und ihre Effizienz
- Problemlösung und emotionale Intelligenz
- Mobbing